# Международный орган по морскому дну
Международный орган по морскому дну (МОМД) (англ. International Seabed Authority, фр. Autorité internationale des fonds marins) — межправительственная организация, созданная на основании Конвенции ООН по морскому праву для организации и контроля разведки и разработки минеральных ресурсов международного района морского дна за пределами национальных юрисдикций. Штаб-квартира МОМД находится в Кингстоне (Ямайка).

## История
Международный орган по морскому дну был создан и начал свою работу непосредственно после вступления в силу Соглашения 1994 г. об осуществлении части XI Конвенции по морскому праву. Членами МОМД являются 159 государств и Европейский Союз. Основными органами МОМД являются состоящая из представителей всех членов Ассамблея и выбираемый Ассамблеей Совет в составе 36 членов. Органы МОМД ежегодно собираются на двухнедельную сессию, на которой обсуждаются текущие вопросы деятельности и утверждаются подготовленные документы.

## Деятельность МОМД
Согласно Конвенции ООН по морскому праву разведка и разработка ресурсов Района осуществляется отдельными государствами, действующими в ассоциации с МОМД. Кроме этого, право осуществлять разведку и разработку полезных ископаемых на морском дне предоставляется и государственным предприятиям участников Конвенции, а также физическим и юридическим лицам под их юрисдикцией и контролем, за которых поручились участники Конвенции. Согласно предусмотренному Конвенцией механизму, разведка и разработка минеральных ресурсов Района осуществляется на основании утверждённого Органом плана работ (контракта).
Параллельно предполагается осуществление аналогичной деятельности и Предприятием, осуществляющим эту деятельность по поручению Международного органа по морскому дну. До настоящего времени Предприятие не было создано.
В 2000 году МОМД были разработаны и утверждены Правила поиска и разведки полиметаллических конкреций в Районе.
В 2001/02 годах МОМД подписал пятнадцатилетние контракты на разведку месторождений полиметаллических конкреций с семью контракторами, в 2006 году к ним добавился еще один.
Контракторами в настоящее время являются «Южморгеология» (Российская Федерация), консорциум «Интерокеанметалл» (Болгария, Куба, Польша, Российская Федерация, Словакия и Чешская Республика), Правительство Республики Корея, Китайское объединение по исследованию и освоению минеральных ресурсов океана (КОИМРО), Deep Ocean Resources Development Company (DORD) (Япония), Французский исследовательский институт по эксплуатации ресурсов моря (IFREMER), Правительство Индии и Федеральный институт геологических наук и природных ресурсов Германии.
Все участки, кроме одного, находятся в Тихом океане в зонах разломов Кларион-Клиппертон к югу и юго-востоку от Гавайских островов. Участок, предоставленный для разведки Индии, находится в центре Индийского океана.
В 2010 году МОМД утвердил Правила поиска и разведки полиметаллических сульфидов в Районе. Заявки Китая и Российской Федерации на получение контрактов на разведку этих минеральных ресурсов в настоящее время рассматриваются МОМД.